# Høgisen
Das Høgisen (norwegisch für Hohes Eis) ist ein zwischen 900 und 1000 m hoher Eishügel im ostantarktischen Königin-Maud-Land. Er ragt im Zentrum der Kraulberge auf. 
Wissenschaftler des Norwegischen Polarinstituts benannten ihn 1970.